# Boks na Igrzyskach Śródziemnomorskich 1997
Boks na Igrzyskach Śródziemnomorskich 1997 – 13. edycja igrzysk śródziemnomorskich. Rywalizacja miała miejsce w Bari. Trzynasta edycja odbywała się w dniach 14–19 lipca a zawodnicy rywalizowali w 12. kategoriach wagowych.

## Medaliści
| Kategoria wagowa                | Złoto                  | Srebro               | Brąz                                 |
| Waga papierowa (−48 kg)         | Mimoun Chent           | Hassen Jelassi       | Rafael Lozano Abdel Kebir Ghennam    |
| Waga musza (−51 kg)             | Carmine Molaro         | Mahdi Assous         | Rudik Kazandżian Bedri Çınar         |
| Waga kogucia (−54 kg)           | Soner Karagöz          | Sergio Spatafora     | Riadh Kalai Abdelaziz Boulahia       |
| Waga piórkowa (−57 kg)          | Serdar Yağlı           | Noureddine Medjhoud  | Hicham Nafil Boris Georgiadis        |
| Waga lekka (−60 kg)             | Mohamed Allalou        | Mohamed Ben Naceur   | Tigran Ouzlian Hassan Khabbout       |
| Waga lekkopółśrednia (−63,5 kg) | Nurham Süleymanoğlu    | Ciro Fabio Di Corcia | Christophe Canclaux Kamel Chater     |
| Waga półśrednia (−67 kg)        | Leonard Bundu          | Laureano Leyva       | Theodoros Kotakos Bülent Ulusoy      |
| Waga lekkośrednia (−71 kg)      | Mohamed Salah Marmouri | Ercüment Aslan       | Cristian Sanavia Antonios Giannoulas |
| Waga średnia (−75 kg)           | Raffaele Bergamasco    | Jean-Paul Mendy      | Malik Beyleroğlu Yuri Kyriakidis     |
| Waga półciężka (−81 kg)         | Georgios Mourlas       | Stipe Drviš          | Edmond Hoxha Frédéric Serrat         |
| Waga ciężka (−91 kg)            | Giacobbe Fragomeni     | Mohamed Benguesmia   | Esmir Kukić Amro Moustafa El Sayed   |
| Waga super-ciężka (+91 kg)      | Paolo Vidoz            | Sinan Samil Sam      | Mirko Filipović Lymberis Flessias    |